# Науен
Науен (њем. Nauen) град је у њемачкој савезној држави Бранденбург. Једно је од 26 општинских средишта округа Хафеланд. Према процјени из 2018. у граду је живјело 17.967 становника. Посједује регионалну шифру (AGS) 12063208.

## Географски и демографски подаци
Науен се налази у савезној држави Бранденбург у округу Хафеланд. Град се налази на надморској висини од 35 метара. Површина општине износи 266,9 km². У самом граду је, према процјени из 2010. године, живјело 16.626 становника. Просјечна густина становништва износи 62 становника/km².